# Gioacchino Pepoli
Gioacchino Napoleone Pepoli, född 10 oktober 1825 i Bologna, död där 26 mars 1881, var en italiensk markis och politiker. 
Pepoli var Joachim Murats dotterson och gifte sig vid 19 års ålder med sin kusin, prinsessan Fredrika Vilhelmina av Hohenzollern-Sigmaringen (1820–1906). Redan vid unga år tog han livlig del i den liberala rörelsen, ställde sig 1848 i spetsen för Bolognas nationalgarde och slog tillbaka österrikarna. Efter stadens fall (1849) begav han sig till Toscana, men återkom 1852 och gjorde då sitt hus till medelpunkt för den liberala rörelsen, på samma gång som han med utgivna skrifter skapade sig rykte som finansman. 
År 1859 blev Pepoli chef för Bolognas provisoriska regering, 1860 generalkommissarie för Umbrien och efter detta lands annektering ledamot av italienska parlamentet, där han anslöt sig till vänstra centern. År 1862 utnämndes han till handels- och jordbruksminister (i ministären Urbano Rattazzi), blev 1863 ambassadör i Sankt Petersburg, bringade genom sina bearbetningar till stånd septemberkonventionen med Frankrike (om Roms utrymmande) och återvände 1864 till sin bänk i parlamentet. Åren 1868–70 var han ambassadör i Wien och fick därefter en plats i senaten, men deltog där föga i det politiska livet.